# 会道门
会道门，亦称道会门、会门道、帮会道门等。是指以宗教异端信仰为纽带的民间秘密结社，因多以教、会、道、门取名而简称“会道门”。中國共產黨認為，会、道、门、教、社等都是反动封建组织和邪教。例如《中华人民共和国刑法》就將会道门与邪教相提并论。

## 称谓起源与演变
中国历史上的邪教，在不同历史时期，有不同称谓。在元代、明代时期称之为“左道乱正之术”、“妖党”、“邪民之说”、“邪党”等。“邪教”一词正式刊载在官方文书始于清代。清顺治十三年（1656年）谕令中出现“凡左道惑众”，“踵行邪教”，“加等治罪”的规定。此后“严行查处”，“邪教惑众”等条例多次出现在官方文书上。
中华民国国民政府称之为“道会门”或“邪教”；在解放区最初称之为“道门”和“会门”；中华人民共和国建立后，便通称为“会道门”；20世纪80年代以后新产生的邪教，则直接称之为“邪教”。不论哪种称谓，所指的都是那些以惑众、乱世和夺权为宗旨的邪恶说教和组织。所以，秘密教门和会道门，都會被政府認定為邪教，因为它们都具备政府認定的邪教六大特征，即：教主崇拜、精神控制、编造邪说、敛钱图财、秘密结社、危害社会。然而，由于元明清时期的秘密教门反抗过帝王统治，现今学术界便有人称之为“秘密教门”，以区别于民国以来的会道门。
香港大學社會學系主任宗樹人（英語：David A. Palmer）指出，對「邪教」的論述是中國政府用來控制宗教的手段之一，以區別順服其統治及符合其意識形態的團體，以及削弱其統治或不符合其意識形態的團體。據此中國政府對「邪教」的論述可分為四個時期：

1. 帝國時期（？年－1911年）：宗教的宇宙觀若挑戰「天子」的地位就屬於邪教，例如白蓮教。
2. 中華民國時期（1911－1949年）：迷信被指為中國衰弱與落伍的原因之一。
3. 共產革命時期（1949－1979年）：消滅所有对国家及民族有害的團體。
4. 改革開放時期（1979年至今）。

## 组织的起源发展
会道门起源于15世纪的明代正德年间，但其历史可追溯至至少6个多世纪前的元代晚期。它是中国封建社会后期产生的一种准宗教、秘密结社组织，具有浓厚的封建迷信色彩。近代的会道门大多由民间秘密教门演化而来，但两者并非完全等同，之间存在一些区别。会道门可分为“会门”（如大刀会、红枪会）和“道门”（如九宫道、先天道、一贯道、归根道）。总体而言，“道门”的历史较早，一般由民间秘密教门如白莲教演化而来，“会门”则较晚，尤其在明末清初以后迅速增加。二者之间相互渗透、融汇，有时甚至同一教门既称“会”又称“道”。这一整体概念在中华人民共和国成立前后逐渐有了“会道门”这一名称。要追溯其历史渊源，与历代白莲教系统的民间秘密教门的传承和发展密切相关。据《中国会道门史料集成》一书，统计出有会道门组织4542种（含异名同类）

## 历史
会道门形成于明代中后期，在北洋军阀时期和南京国民政府前期兴盛，在抗日战争时期出现大分化。
1948年2月20日，中共东北中央局发出《关于取缔封建会门的指示》：“应该教育群众，反复说明秘密封建会门的组织是国民党特务及地富、反革命分子操纵利用的工具……”。1949年1月4日，华北人民政府发布《解散所有会门道门封建迷信组织》的布告：“自布告之日起，所有会门道门组织，应一律解散，不得再有任何活动”。中华人民共和国成立初期，当时中国大陆共有会道门300余种，道首和骨干分子约82万人，道徒1300余万人。1949年11月1日，中央公安部部长罗瑞卿在第一次全国公安会议上讲话：“若干地区……取缔封建帮会(主要指青红帮)、会道门(主要指一贯道)也做出了一些成绩。……东北的取缔一贯道，天津的打击封建帮会头子争取帮会群众的工作，均有了若干成效，基本上打垮了这些反动组织。”中华人民共和国成立之初，各类会道门组织敌视新政权，进行反政府宣传，甚至策划武装暴乱。1950年6月召开中共中央七届三中全会，毛泽东在书面报告中虽然肯定了镇压反革命的必要性，但在口头解释这个报告想时，明确说当前一切工作的重心还是在“为国家财政经济状况的基本好转而斗争”；在土地改革中，我们的敌人是够大够多的;“不要四面出击”，“不可树敌太多”，要分清轻重缓急，“必须在一个方面有所让步，有所缓和，集中力量向另一方面进攻。”1950年10月8日，中央军委命令东北边防军改组为中国人民志愿军，准备入朝参战。次日，毛泽东召见罗瑞卿、彭真等，毛泽东说，中央军委已经决定出兵朝鲜，但是国内还广泛存在国民党残余势力，特务、土匪和其他反革命分子活动猖獗，想听听公安部的打算。罗瑞卿回答公安部已研究决定，对反革命分子需要“杀一批，关一批，管一批”。毛泽东要求罗瑞卿与彭真连夜起草一份镇压反革命的文件，这就是著名的1950年10月10日《关于镇压反革命活动的指示》（双十指示）。1950年10月16日，罗瑞卿在第二次全国公安会议上传达了毛泽东的指示：“一是我们抗美援朝的方针，更便于进行肃反；二是党委领导要加强；三就是不要搞‘左’了，要有计划、有秩序地去做，不要夸大敌人。”按计划，镇反运动分为三个阶段：
- 第一阶段（1950年10月至1951年10月）：配合土地改革，集中力量打击土匪、特务、反动党团及恶霸势力，在老解放区开始取缔反动会道门。
- 第二阶段（1951年10月至1952年10月），在全国进行内部肃反，清除政权内部的反革命分子。在新解放区则以打击反动道会门头子为主，结合肃清特务、土匪、恶霸、反动党团骨干。
- 第三阶段（1952年10月至1953年10月），彻底取缔反动会道门，消灭反革命势力滋生的社会土壤。

1950年11月12日，山西省展开统一行动全面取缔会道门,几天内逮捕了点传师以上职业道首2050人，破获密室暗道93处，缴获没收大批文件与浮财，“给了一贯道领导机关以摧毁性的打击”。北京市发动了取缔一贯道的行动，两个月运动中登记点传师720人、坛主4775人、三才663人，封闭大小坛1283处，声明退道者17.8万余人。从1950年10月到1951年底，各地在判处死刑的反革命分子中，反动会道门头子(主要是一贯道)占20%。1952年10月12日，罗瑞卿在第五次全国公安会议上要求：“认真做好取缔反动会道门工作，是此期(即第三期)镇反的中心，也是镇反彻底胜利的重要标志。”1953年底，第三期镇反运动基本结束。会道门组织和成员的数量骤减。一貫道是最大的会道门组织，成為政府重點打擊的對象。仅1954年，中国就審理了51件會道門案。但是中國政府從來沒有公佈有多少會道門被禁。后来又经过多次政治运动，绝大部分会道门在中国大陆基本上销声匿迹。“文化大革命”以后，随着中国社会的转型，社会管理环境的相对宽松，致使一些会道门不时再起，在一些地方进行复辟活动。
改革开放后，境外会道门组织通过探亲、旅游等各种渠道返回中国大陆活动。中国各地公安机关采取了严密侦查，控制活动，判明性质，按不同情况处理的方式，对触犯《中华人民共和国刑法》的依法惩处，对一般活动则不追究。
另一方面，改革开放后，一些原来被镇压的会道门组织，如罗教的后裔分支荣华派、金童派、先天道等等，以及弘阳教等等，在不少省份加入了佛教协会，也有一部分加入道教协会，由此得以在中国大陆继续活动。而在不属于“反动会道门”的教派中，三一教的发展最为引人注目，2006年12月8日，经莆田市民政局批准及莆田市宗教局同意，莆田市三一教协会正式成立，这标志着莆田市三一教正式“纳入政府依法管理的轨道”，这也是三一教乃至包括“会道门”在内的所有新兴宗教在改革开放后成立的第一个合法组织。
进入21世纪，中华人民共和国政府及学界也在逐步调整对会道门的认识。2004年，国家宗教事务局增设业务四司，首次将业务范围拓展到五大宗教之外。2009年5月4日，國家宗教事務局副局長蔣堅永應臺北指南宮董事長高忠信邀请來到臺湾參訪，當天拜訪了高雄市六龜區的佛教妙崇寺，随即拜訪一貫道寶光建德神威天臺山道場，最後来到佛光山拜訪釋星雲法師，釋星雲在会见中建议大陆在五大宗教之外考慮放寬多一點合法宗教信仰的選擇。一贯道等会道门逐步被中国大陆学界纳入新兴宗教研究范畴。2010年12月6日，中国社会科学院世界宗教研究所主办的“新兴宗教发展趋势研讨会”在北京开幕，各学科学者以及巴哈伊教、一贯道、摩门教、天帝教、真空教等新兴宗教的领袖参加了会议，此次会议获得国家宗教事务局、国务院台办、国务院发展研究中心等单位以及国家反邪教部门的支持，这是中国大陆首次出现学界、政界、新兴宗教界共同探讨新兴宗教的场面。2011年10月，中国社会科学院世界宗教研究所主编的2011年宗教蓝皮书《中国宗教报告（2011）》在北京发布，其中指出，新兴宗教已在中国大量出现，可分为“外来型”与“本土型”两大类，未来新兴宗教可能继续蓬勃发展。出版了《中國會道門史料集成》及《中國會黨史料集成》。

## 活动特点
中国官方认为，会道门往往打着宗教、民间信仰等旗号吸引群众，发展成员，建立组织。民间信仰的某些思想常为会道门所借用，成为会道门发展的良好土壤。会道门的活动特点一般有以下几种：一是宣扬大灾和末日即将来临，入道能保平安；二是宣扬入道诚心修道能祛病强身，防止灾祸，有的将气功或中医的一些医术也作为道门的活动；三是宣扬入道能成仙成佛；四是许下种种美好的诺言，满足民众的愿望渴求。

## 主要会道门组织

### 會門
- 洪门（天地会）
- 青帮
  - 清帮
  - 安清帮
  - 安清道友会
- 天門會
- 大刀会
- 小刀会
- 红枪会
  - 红学会
  - 坎门
  - 红门
  - 红灯会
  - 哼哈会
  - 扇子会
- 三合会
- 六离会
- 黑龙会
- 中华共进会
- 悟善社
- 真空教
- 天仙庙道（庙道）
- 红卐字学会
- 万国道德会
- 一心天道龙华圣教会
  - 龙华圣教会
  - 一心学社堂
  - 正心慈善会
  - 九九归一会
  - 长毛道
  - 无畏道
  - 净地会
  - 倾家会
- 孔孟聖道
- 一圣道
- 一门道
- 中华道德慈善会

### 道門
- 摩尼教（明教）
- 白莲教（白莲道）
- 罗教
  - 罗祖教
  - 罗清教
  - 悟空教
  - 长生教
  - 无为教
- 斋教
  - 食斋教
  - 老官教
- 天理教
- 一贯道
- 八卦教

卦门
伏羲教
- 九宫道
  - 新九宫道
  - 后天九宫道
  - 后天道
  - 佛教会
  - 慈善会
- 先天道
  - 先天教
  - 先天门
  - 先天玄关大道
- 归根道
- 无极道
- 跪香道
- 在理教
  - 理教
  - 理门
  - 理善会
  - 白衣道
  - 八方道
- 大乘教
- 老佛道
  - 佛道
  - 释迦会
- 道德金门（金门道）
- 同善社
  - 礼门
  - 善堂
  - 中和道
- 花斋道